# Piloții de drone
Piloții de drone (în engleză Droners) este un serial de animație franțuzesc care a avut premiera pe 19 octombrie 2020 pe TF1 în Franța. Serialul este produs de Cyber Group Studios, La Chouette Compagnie și Supamonks Studio, cu participarea TF1, WDR ARD și The Walt Disney Company France, în asociere cu Sofitvcine 6, Sofitvcine 7 și Pictanovo. Sezonul 2 a avut premiera pe 11 martie 2023 pe TF1.
În România, serialul a avut premiera pe 3 aprilie 2023 pe Disney Channel.

## Subiect
Piloții de drone are loc în lumea sau planeta oceanică numită TerrAqua – care este acoperită în proporție de 95% de apă cu arhipelaguri. Echipa Tiki – Corto, Mouse, Enki și Oro – trebuie să câștige Cupa Balenă, cea mai intensă competiție de curse cu drone din toate timpurile. Ei vor concura împotriva altor echipe de adolescenți din toată TerrAqua, zburând cu dronele propulsate de D.U.H.-uri prin teritorii periculoase și evitând creaturi și mai periculoase. Dar eșecul nu este o opțiune pentru echipa Tiki: soarta casei lor, Nuï, se bazează pe victoria lor!

## Personaje

### Principale
- Corto Heilani – este personajul principal în vârstă de 13 ani și pilotul echipei Tiki. Este încrezătoare și încăpățânată și un pilot talentat care ar face orice pentru a-și salva casa, Nuï. Ea era îndrăgostită de Sun în sezonul 1, dar în sezonul 2 se îndrăgostește de Manta.

- Mouse Anemona Jacintha Ruto – este mecanicul în vârstă de 10 ani al echipei Tiki. Ea este, de asemenea, Shore Scrubber și face parte din Clanul Ruto.

- Enki – este inginerul în vârstă de 14 ani al echipei Tiki. A fost crescut parțial în junglă. El este îndrăgostit de Flora.

- Oro – este D.U.H.-ul. echipei Tiki. El alimentează drona Maroro. Este unul dintre singurele D.U.H.-uri imune la apă, spre deosebire de celelalte care pot fi dizolvați de ea, asta pentru că el este de fapt un Aquae.

### Recurente

#### Corporația Balenă
- Wyatt Balenă – este proprietarul și fondatorul Corporației Balenă, o companie de producție tehnologică care creează drone și folosește/creează D.U.H.-uri pentru a le alimenta. De asemenea, finanțează competiția de curse cu drone și promite un stagiu echipei câștigătoare.
- Neptun – este D.U.H.-ul lui Wyatt Balenă.

#### Echipa Piraților
- Rechin – este pilotul (și ocazional inginerul) Piraților. Toți cei trei membri ai Piraților sunt Shore Scrubbers.
- Max – este inginerul (și ocazional pilotul) Piraților.
- Ed – este mecanicul Piraților.
- Petic – este D.U.H.-ul Piraților. El alimentează drona Gheruță.

#### Echipa Stelelor de mare
În sezonul 2 echipa Stelelor de mare nu mai există.
- Deejay – este pilotul echipei Stelelor de mare. Are 17 ani.
- Shiny – este D.U.H.-ul echipei Stelelor de mare. Ea alimentează drona Aquablaster.

#### Echipa Miraj
În sezonul 2 echipa Miraj nu mai există.
- Adam – este mecanicul/inginerul echipei Miraj. În sezonul 1 ei lucrează direct pentru Gavinda Teach, care le-a cerut să o ajute să descopere secretele D.U.H.-urilor, astfel încât să poată distruge Corporația Balenă.

#### Echipa Șoimilor
- Hannah – este pilotul echipei Șoimilor. În episodul "Cursa Pocamourus" se dovedește că e îndrăgostită de o fată.
- Hilal – este inginerul echipei Șoimilor.
- Lila – este mecanicul echipei Șoimilor.
- Cami – este D.U.H.-ul echipei Șoimilor. El alimentează drona Horus.

#### Gemenii Tao
- Sun – este pilotul Gemenilor Tao. Este orb și era îndrăgostit de Corto.

- Monk – este mecanicul/inginerul Gemenilor Tao.
- Lotus – este D.U.H.-ul Gemenilor Tao. El alimentează drona Wushu.

#### Echipa Albinelor
- Flora – este pilotul echipei Albinelor. Ea este îndrăgostită de Enki.
- Fuzz – este inginerul echipei Albinelor Albinelor.
- Buzz – este mecanicul echipei Albinelor Albinelor.
- Jelly – este D.U.H.-ul echipei Albinelor. Ei alimentează drona Buburuza.

#### Echipa Sirenelor
- Mina – este pilotul echipei Sirenelor. Ea are 13 ani.
- Victoria – este inginerul echipei Sirenelor. Ea are 14 ani.
- Laurel – este mecanicul echipei Sirenelor. Ea are 12 ani.
- Nemo – este D.U.H.-ul echipei Sirenelor. Ea alimentează drona Nautilus.

#### Haita
- Manta (sau Tigrul alb) – este pilotul Haitei. Drona lor, numită Fălci, este furnizată de Teach Tech. El are 15 ani. În sezonul 2 părăsește Regii Reci, tot în sezonul 2 se îndrăgostește de Corto.
- Shino – este mecanicul Haitei. El are 14 ani.
- Debbie – este inginerul Haitei. Ea are 13 ani. în sezonul 1 a făcut parte din echipa Stelelor de mare. În sezonul 2 se îndrăgostește de Manta

#### Șefii Viscol
- Pavel – este fostul superior al lui Manta la Academia Polaris. El la înlocui temporar pe Manta ca pilot, dar a fosti trimis înapoi după ce a pierdut în fața echipei Tiki. În sezonul 2 el face parte dintr-o altă echipă, alături de un concurent misterios.

#### Echipa Zeloților
- Ifa – este pilotul echipei Zeloților. El este îndrăgostit de Mouse. Drona lor se numește Squeele.
- Saatchi – este inginerul echipei Zeloților. Ea trebuie mereu să potolească temperamentul prost al fratelui ei mai mic, Ifa.
- Bara – este mecanicul echipei Zeloților. Este super bătrân dar totuși foarte eficient.

#### Echipa Plankton
- Lemanja – este pilotul/inginerul echipei Plankton. Drona lor se numește Platypulse.
- Scylla – este pilotul/mecanicul echipei Plankton.

#### Teach Tech
- Gavinda Teach – este proprietarul și fondatorul Teach Tech, o companie de producție tehnologică care creează drone care sunt alimentate de nucleum, un element care este toxic pentru mediu.

#### Alții
- Marele Moe – este tatăl lui Mouse și liderul clanului Ruto
- Regina Ruginie (sau Scarlet) – este liderul clanului Zeloțilorlor și conducătorul orașului Tortuga. Ea este și bunica lui Ifa și Saatchi.
- Kass Krane – Un Paroan Shorescrubber care deține un magazin. În general, este o persoană foarte neplăcută, dar când cineva are nevoie de piese de dronă pe care nimeni nu le are, de obicei, Kass Krane este cel care le poate furniza.
- Chief Otaqua – este proprietarul restaurantului Pit Stop.

## Distribuție

### Engleză
- Jet Walker - Corto
- Bianchi - Mouse
- Ogie Banks - Enki
- Michael Christopher - Oro
- Cedric L. Williams - Adam, Deejay și Shino
- Ryan Colt Levy - Manta
- Tiana Camacho - Debbie, Hannah, Laurel și Max
- Bill Butts - Marele Moe

### Franceză
- Jacqueline stefanescu- Corto
- Gabriel Bismuth-Bienaimé - Enki
- Caroline Combes
- Hervé Grull
- Leslie Lipkins
- Olivia Luccioni-Dassin
- Kelly Marot
- Julien Meunier
- Bruno Méyère
- Marie Nonnenmacher
- Stéphane Roux
- Thomas Sagols
- Maik Darah - Regina Ruginie {sezonul 2)

### Germană
- Luisa Wietzorek - Corto
- Nicolas Rathod - Enki
- Sarah Tkotsch - Mouse
- Fabian Krüger - Oro
- Gerald Schaale - Wyatt Baalenă
- Sophie Lechtenbrink - Hannah
- Carlos Fanselow - Rechin
- Andrea Cleven - Flora
- Marie Isabel Walke - Mina
- Fabian Heinrich - Deejay

## Episoade
| Premiera originală | Premiera în România | N/o | Titlu român                    | Titlu englez                |
| ------------------ | ------------------- | --- | ------------------------------ | --------------------------- |
|                    |                     |     |                                |                             |
| PILOT              |                     |     |                                |                             |
|                    |                     |     |                                |                             |
| 21.01.2019         |                     | 00  |                                | Droners                     |
|                    |                     |     |                                |                             |
| PRIMUL SEZON       |                     |     |                                |                             |
|                    |                     |     |                                |                             |
| 19.10.2020         | 03.04.2023          | 01  | Cursa Païpaï                   | The Païpaï Race             |
|                    |                     |     |                                |                             |
| 20.10.2020         | 04.04.2023          | 02  | Bucle Spiralate                | Spirale Looping             |
|                    |                     |     |                                |                             |
| 21.10.2020         | 05.04.2023          | 03  | Circuitul Păianjenului         | Spider Circuit              |
|                    |                     |     |                                |                             |
| 22.10.2020         | 06.04.2023          | 04  | Bun venit în Paroua            | Welcome to Paroa            |
|                    |                     |     |                                |                             |
| 23.10.2020         | 07.04.2023          | 05  | Cursa Piranicus                | The Piranicus Race          |
|                    |                     |     |                                |                             |
| 26.10.2020         | 10.04.2023          | 06  | Arta Iluziei                   | The Art of Illusion         |
|                    |                     |     |                                |                             |
| 27.10.2020         | 11.04.2023          | 07  | Cursa lui Big Moe              | Big Moe's Big Race          |
|                    |                     |     |                                |                             |
| 28.10.2020         | 12.04.2023          | 08  | Marea Cursă cu Ouă             | The Great Egg Race          |
|                    |                     |     |                                |                             |
| 29.10.2020         | 13.04.2023          | 09  | Fantoma                        | Ghost                       |
|                    |                     |     |                                |                             |
| 20.12.2020         | 14.04.2023          | 10  | Secretul lui Oro               | Oro's Secret                |
|                    |                     |     |                                |                             |
| 27.11.2021         | 17.04.2023          | 11  | Guma de mestecat               | Bubblegum                   |
|                    |                     |     |                                |                             |
| 03.01.2021         | 18.04.2023          | 12  | Povești Învârtite              | Spinning Tales              |
|                    |                     |     |                                |                             |
| 10.01.2021         | 19.04.2023          | 13  | Accidentul Eole                | Eole Crash                  |
|                    |                     |     |                                |                             |
| 17.01.2021         | 20.04.2023          | 14  | Desincronizare                 | Out of Sync                 |
|                    |                     |     |                                |                             |
| 24.01.2021         | 21.04.2023          | 15  | Copilul care se întoarce       | The Comeback Kid            |
|                    |                     |     |                                |                             |
| 11.04.2021         | 24.04.2023          | 16  | Cursa pentru Khepri            | Race for the Khepr          |
|                    |                     |     |                                |                             |
| 18.04.2021         | 25.04.2023          | 17  | În Maelstrom                   | Into the Maelstrom          |
|                    |                     |     |                                |                             |
| 05.09.2021         | 26.04.2023          | 18  | Droners Express                | Droners Express             |
|                    |                     |     |                                |                             |
| 12.09.2021         | 27.04.2023          | 19  | Duelul Dronelor                | Duelling Drones             |
|                    |                     |     |                                |                             |
| 19.09.2021         | 28.04.2023          | 20  | Cursa de Ștafetă               | The Relay Race              |
|                    |                     |     |                                |                             |
| 26.09.2021         | 01.05.2023          | 21  | Cursa lui Kami                 | Kami's Race                 |
|                    |                     |     |                                |                             |
| 03.10.2021         | 02.05.2023          | 22  | Marea Cursă Belugaga           | The Great Belugaga Race     |
|                    |                     |     |                                |                             |
| 10.10.2021         | 03.05.2023          | 23  | Predicția Polaris              | The Polaris Predicament     |
|                    |                     |     |                                |                             |
| 10.10.2021         | 04.05.2023          | 24  | Cursa pentru Vindecare         | Race for a Cure             |
|                    |                     |     |                                |                             |
| 10.10.2021         | 05.05.2023          | 25  | Cursa Finală Partea 1          | The Final Race Part 1       |
| 10.10.2021         | 05.05.2023          | 26  | Cursa Finală Partea 2          | The Final Race Part 2       |
|                    |                     |     |                                |                             |
| SEZONUL 2          |                     |     |                                |                             |
|                    |                     |     |                                |                             |
| 09.04.2023         | 06.11.2023          | 27  | Bun venit în Tortuga Partea 1  | Welcome to Tortuga Part 1   |
| 09.04.2023         | 07.11.2023          | 28  | Bun venit în Tortuga Partea 2  | Welcome to Tortuga Part 2   |
|                    |                     |     |                                |                             |
| 15.04.2023         | 08.11.2023          | 29  | Cursa Wotan                    | The Wotan Race              |
|                    |                     |     |                                |                             |
| 16.04.2023         | 09.11.2023          | 30  | Întoarcerea pe Pistă           | Trial by Track              |
|                    |                     |     |                                |                             |
| 22.04.2023         | 10.11.2023          | 31  | Cursa Nurato                   | The Nurato Race             |
|                    |                     |     |                                |                             |
| 22.04.2023         | 13.11.2023          | 32  | Cursa Pocamourus               | The Pocamourus Race         |
|                    |                     |     |                                |                             |
| 23.04.2023         | 14.11.2023          | 33  | Cursa Regală                   | The Royal Race              |
|                    |                     |     |                                |                             |
| 26.04.2023         | 15.11.2023          | 34  | Cursa Cavalerului Aquae        | The Aquae Knight Race       |
|                    |                     |     |                                |                             |
| 29.04.2023         | 16.11.2023          | 35  | Cursa Mechanix                 | The Mechanix Race           |
|                    |                     |     |                                |                             |
| 30.04.2023         | 17.11.2023          | 36  | Cursa Restrânsă                | The Restricted Race         |
|                    |                     |     |                                |                             |
| 26.08.2023         | 20.11.2023          | 37  | Cursa Boomer                   | The Boomer Race             |
|                    |                     |     |                                |                             |
| 02.09.2023         | 21.11.2023          | 38  | Cursa pentru Maimuța Fâșneață  | Race for Monkeyglide        |
|                    |                     |     |                                |                             |
| 09.09.2023         | 22.11.2023          | 39  | Secretul Planktonilor          | Plankton's Secret           |
|                    |                     |     |                                |                             |
| 16.09.2023         | 08.04.2024          | 40  | Vânătoarea de comori           | Treasure Hunt               |
|                    |                     |     |                                |                             |
|                    | 09.04.2024          | 41  | Cursa Prădătorilor             | The Predator Race           |
|                    |                     |     |                                |                             |
|                    | 10.04.2024          | 42  | Cursa Albină-Țestoasă          | The Bee Turtle Race         |
|                    |                     |     |                                |                             |
|                    | 11.04.2024          | 43  | Corsa Bucătarilor              | The Chef's Race             |
|                    |                     |     |                                |                             |
|                    | 12.04.2024          | 44  | Cursa Baba                     | Baba's Race                 |
|                    |                     |     |                                |                             |
|                    | 15.04.2024          | 45  | Cursa celui de-al treilea ochi | The Third Eye Race          |
|                    |                     |     |                                |                             |
|                    | 16.04.2024          | 46  | Cursa Misterioasă              | The Mystery Race            |
|                    |                     |     |                                |                             |
|                    | 17.04.2024          | 47  | Cursa Labirintului             | The Labyrinth Race          |
|                    |                     |     |                                |                             |
|                    | 18.04.2024          | 48  | Provocarea Tsunami             | The Tsunami Challenge       |
|                    |                     |     |                                |                             |
|                    | 19.04.2024          | 49  | Cursa sau Cheia                | The Race or The Key         |
|                    |                     |     |                                |                             |
|                    | 22.04.2024          | 50  | Cursa Magnetis                 | The Magnetic Race           |
|                    |                     |     |                                |                             |
|                    | 23.04.2024          | 51  | Cursa Rotor Punch Partea 1     | The Rotor Punch Race Part 1 |
|                    | 24.04.2024          | 52  | Cursa Rotor Punch Partea 2     | The Rotor Punch Race Part 2 |